# Campionat de Chaco de futbol
El Campionat de Chaco de futbol és la màxima competició futbolística de la província de Chaco. Es començà a disputar l'any 1925. A partir de 1996 es disputa en dues fases, obertura i clausura. Els campions d'ambdós campionats s'enfronten pel títol oficial.

## Historial
- 1925 Club Atlético Sarmiento
- 1926 Club Atlético Chaco For Ever
- 1927 Club Atlético Chaco For Ever
- 1928 Club Atlético Chaco For Ever
- 1929 Club Atlético Chaco For Ever
- 1930 Club Atlético Chaco For Ever
- 1931 Club Atlético Chaco For Ever
- 1932 Club Atlético Chaco For Ever
- 1933 Club Atlético Sarmiento
- 1934 Club Atlético Sarmiento
- 1935 Club Atlético Chaco For Ever
- 1936 Club Atlético Sarmiento
- 1937 Club Atlético Regional
- 1938 Club Atlético Sarmiento
- 1939 Club Atlético Regional
- 1940 Club Atlético Independiente de Tirol
- 1941 Club Atlético Sarmiento
- 1942 Club Atlético Sarmiento
- 1943 Club Atlético Regional
- 1944 Club Atlético Sarmiento
- 1945 Club Atlético Sarmiento
- 1946 Club Atlético Regional
- 1947 Club Atlético Sarmiento
- 1948 Club Atlético Chaco For Ever
- 1949 Club Atlético Chaco For Ever
- 1950 Club Atlético Chaco For Ever
- 1951 Club Atlético Chaco For Ever
- 1952 Club Atlético Sarmiento
- 1953 Club Atlético Sarmiento
- 1954 Club Atlético Sarmiento
- 1955 Club Atlético Sarmiento
- 1956 Club Atlético Sarmiento
- 1957 Club Atlético Sarmiento
- 1958 Club Atlético Sarmiento
- 1959 Don Orione Athletic Club
- 1960 Club Atlético Sarmiento
- 1961 Club Atlético Sarmiento
- 1962 Club Atlético Chaco For Ever
- 1963 Club Atlético Central Norte Argentino
- 1964 Club Atlético Vélez Sarsfield Libertad
- 1965 Club Atlético Independiente de Tirol
- 1966 Club Atlético Chaco For Ever
- 1967 Club Atlético Sarmiento
- 1968 Club Atlético Chaco For Ever
- 1969 Club Social y Deportivo Fontana
- 1970 Don Orione Athletic Club
- 1971 Club Atlético Chaco For Ever
- 1972 Club Atlético Sarmiento
- 1973 Don Orione Athletic Club
- 1974 Club Atlético Independiente de Tirol
- 1975 Club Atlético Sarmiento
- 1976 Club Atlético Chaco For Ever
- 1977 Club Atlético Sarmiento
- 1978 Club Atlético Chaco For Ever
- 1979 Club Atlético Chaco For Ever
- 1980 Don Orione Athletic Club
- 1981 Club Atlético Chaco For Ever
- 1982 Don Orione Athletic Club
- 1983 Club Atlético Chaco For Ever
- 1984 Club Atlético Chaco For Ever
- 1985 Club Atlético Chaco For Ever
- 1986 Club Atlético Sarmiento
- 1987 Don Orione Atletic Club
- 1988 Club Atlético Central Norte Argentino
- 1989 Club Atlético San Fernando
- 1990 Club Atlético Villa Alvear
- 1991 Club Atlético Independiente de Tirol
- 1992 Club Atlético Regional
- 1993 Club Atlético Regional
- 1994 Club Atlético Sarmiento
- 1995 Club Atlético Sarmiento
- 1996 Club Atlético Estudiantes Chaco (Obertura)
- 1996 Don Orione Athletic Club (Clausura)
- 1997 Club Atlético Central Norte Argentino (Obertura)
- 1997 Club Social y Deportivo Fontana (Clausura)
- 1998 Club Atlético Sarmiento (Obertura)
- 1998 Club Deportivo Itatí (Clausura)
- 1998 Club Atlético Sarmiento (Oficial)
- 1999 Club Atlético Sarmiento (Obertura)
- 1999 Club Atlético Sarmiento (Clausura)
- 1999 Club Atlético Sarmiento (Oficial)
- 2000 Club Atlético Chaco For Ever (Obertura)
- 2000 Club Atlético Estudiantes Chaco (Clausura)
- 2000 Club Atlético Chaco For Ever (Oficial)
- 2001 Club Atlético Chaco For Ever (Obertura)
- 2001 Don Orione Athletic Club (Clausura)
- 2001 Club Atlético Chaco For Ever (Oficial)
- 2002 Club Atlético Chaco For Ever (Obertura)
- 2002 Club Atlético Sarmiento (Clausura)
- 2002 Club Atlético Chaco For Ever (Oficial)
- 2003 Club Atlético Chaco For Ever (Obertura)
- 2003 Club Atlético Sarmiento (Clausura)
- 2003 Club Atlético Chaco For Ever (Oficial)
- 2004 Club Atlético Chaco For Ever (Obertura)
- 2004 Club Atlético Chaco For Ever (Clausura)
- 2004 Club Atlético Chaco For Ever (Oficial)
- 2005 Club Atlético Municipales (Obertura)
- 2005 Club Atlético Independiente de Tirol (Clausura)
- 2005 Club Atlético Independiente de Tirol (Oficial)
- 2006 Don Orione Athletic Club (Clausura)
- 2006 Don Orione Athletic Club (Obertura)
- 2006 Don Orione Athletic Club (Oficial)
- 2007 Club Atlético Central Norte Argentino (Obertura)
- 2007 Club Atlético Sarmiento (Clausura)
- 2007 Club Atlético Central Norte Argentino (Oficial)
- 2008 Club Social Cultural y Deportivo San Martín de Margarita Belén (Obertura)
- 2008 Club Atlético Villa Alvear (Clausura)
- 2008 Club Social Cultural y Deportivo San Martín de Margarita Belén (Oficial)
- 2009 Don Orione Atletic Club (Obertura)
- 2009 Club Atlético Resistencia Central (Clausura)
- 2009 Club Atlético Resistencia Central (Oficial)
- 2010 Club Atlético Regional (Obertura)